# Мориц (Бентхайм-Текленбург)
Мориц фон Бентхайм-Текленбург (на немски: Moritz (Mauritz) von Bentheim-Tecklenburg) от фамилията Бентхайм-Текленбург е от 1623 до 1674 г. граф на Текленбург и господар на Господство Реда. Той наследява през 1629 г. и Графство Лимбург и 1632 г. наследствения фогтай Кьолн (1632 – 1670), 1638 г. Гронау и други долнорейнски собствености.

## Биография
Роден е на 31 май 1615 година в дворец Реда. Той е син на граф Адолф фон Бентхайм-Текленбург (1577 – 1623) и Маргарета фон Насау-Висбаден-Идщайн (1589 – 1660), дъщеря на граф Йохан Лудвиг I фон Насау-Висбаден-Идщайн (1567 – 1596) и графиня Мария фон Насау-Диленбург (1568 – 1632), дъщеря на граф Йохан VI фон Насау-Диленбург. Внук е на граф Арнолд II фон Бентхайм-Текленбург и Магдалена фон Нойенар-Алпен.
Когато баща му умира той е на осем години и майка му поема за него регентството. В Графство Лимбург регентството поема леля му до 1640 г. Мориц живее след смъртта на баща му при чичо си Вилхелм Хайнрих в Бургщайнфурт. Там той ходи на училище и след това пътува през Нидерландия, Франция и Англия.
През 1634 г. той поема сам управлението в Текленбург. През 1638 г. предоставя на леля си двореца и Графство Лимбург като вдовишка издръжка. След края на Тридесетгодишната война Мориц репарира дворец Текленбург, но от 1671 г. фамилията му живее в Реда.
Умира на 25 февруари 1674 година в Текленбург на 58-годишна възраст.

## Фамилия
Мориц се жени на 9 февруари 1636 г. за принцеса Йохана Доротея фон Анхалт-Десау (* 24 март 1612, † 26 април 1695), дъщеря на княз Йохан Георг I от Анхалт-Десау (1567 – 1618) и втората му съпруга Доротея фон Пфалц-Зимерн (1581 – 1631), дъщеря на пфалцграф Йохан Казимир от Пфалц-Зимерн. Йохана Доротея е сестра на Анна Елизабет (1598 – 1660), която се омъжва на 2 януари 1617 г. за неговия чичо граф Вилхелм Хайнрих фон Бентхайм-Щайнфурт (1584 – 1632), която подарява доходите и собственостите си, някои от които са в Графство Щайнфурт, на още неомъжената Йохана Доротея. Княз Фридрих фон Анхалт-Харцгероде урежда възникналите проблеми. Те имат децата:
- Йохан Адолф (* 22 септември 1637; † 29 август 1704) граф на Текленбург (1674 – 1704)

∞ май 1664 Йохана Доротея фон Шаумбург-Липе (1649 – 1695), дъщеря на Филип I фон Шаумбург-Липе
∞ 21 април 1679 Шарлота фон Хесен-Касел (1653 – 1708), дъщеря на Фридрих фон Хесен-Касел
- София Агнес (1638 – 1691)
- Юлиана Ернестина (ок. 1640 – 1691)
- Анна Елизабет Вилхелмина (1641 – 1696)

∞ 21 март 1661 Филип Конрад фон Бентхайм-Щайнфурт (1627 – 1668)
∞ 27 май 1684 Георг II Карл Рудолф фон Лайнинген-Вестербург (* 2 март 1666; † 4 октомври 1726)
- Анна Елизабет (1645 – 1694)
- Конрадина Лудовика (Луиза) (* 28 април 1647; † 2 ноември 1705), ∞ 5 юни 1686 Фридрих фон Вид (1618 – 1698)
- Лудовика Маргарета (1648 – 1722), ∞ 19 май 1667 Вилхелм фон Липе-Браке (1634 – 1690), син на Ото фон Липе-Браке
- Емилия Шарлота († 1713), абатиса на Лееден
- Фридрих Мориц (* 27 октомври 1653; † 13 декември 1710), граф на Текленбург 1704 – 1710

∞ 1689 София Терезия фон Ронов и Биберщайн (1660 – 1694)
∞ 3 януари 1696 Кристина Мария фон Липе-Браке (1673 – 1732)